# 柯桥街道
柯桥街道，中国浙江省绍兴市柯桥区下辖的一个街道。距离萧山国际机场20公里。柯桥区政府驻柯桥街道群贤路1001号。中国轻纺城位于该地。

## 行政区划
现辖：
管墅社区、望湖社区、港越社区、湖滨社区、锦湖社区、瓜渚湖社区、柯福社区、柯亭社区、大寺社区、下市头社区、育才社区、福东社区、福年社区、百福园社区、立新社区、黄社溇社区、中泽社区、双川社区、双渎社区、双梅社区、红升社区、后梅社区、梅巷社区、中梅社区、大溇社区、红丰社区、上谢桥社区、红建社区、鉴湖园社区、笛扬社区和大渡社区。

## 教育
柯橋中學是位于柯桥街道的浙江省一级重点中学。
1. ↑  . 中华人民共和国国家统计局. 2023 （中文（中国大陆））.[]